# Instituto Gallego de Formación en Acuicultura
El Instituto Gallego de Formación en Acuicultura (IGAFA) es un organismo dependiente de la Junta de Galicia donde se imparten cursos para la obtención de los certificados de mariscador, acuicultor y especialista en cultivos marinos. El centro está situado en el ayuntamiento de la Isla de Arosa.